# Gerhard Kerschbaumer
Gerhard Kerschbaumer (Bresanona, 19 de julio de 1991) es un deportista italiano que compite en ciclismo de montaña en la disciplina de campo a través. Ganó 5 medallas en el Campeonato Mundial de Ciclismo de Montaña entre los años 2008 y 2018, y 5 medallas en el Campeonato Europeo de Ciclismo de Montaña entre los años 2008 y 2017.

## Palmarés internacional
| Campeonato Mundial | Campeonato Mundial           | Campeonato Mundial | Campeonato Mundial         |
| Año                | Lugar                        | Medalla            | Competición                |
| ------------------ | ---------------------------- | ------------------ | -------------------------- |
| 2008               | Val di Sole (Italia)         | Medalla de bronce  | Campo a través por relevos |
| 2009               | Camberra (Australia)         | Medalla de oro     | Campo a través por relevos |
| 2011               | Champéry (Suiza)             | Medalla de plata   | Campo a través por relevos |
| 2013               | Pietermaritzburg (Sudáfrica) | Medalla de oro     | Campo a través por relevos |
| 2018               | Lenzerheide (Suiza)          | Medalla de plata   | Campo a través             |
| Campeonato Europeo |                              |                    |                            |
| Año                | Lugar                        | Medalla            | Competición                |
| 2008               | St. Wendel (Alemania)        | Medalla de plata   | Campo a través por relevos |
| 2010               | Haifa (Israel)               | Medalla de plata   | Campo a través por relevos |
| 2011               | Dohňany (Eslovaquia)         | Medalla de bronce  | Campo a través por relevos |
| 2013               | Berna (Suiza)                | Medalla de oro     | Campo a través             |
| 2017               | Darfo Boario (Italia)        | Medalla de bronce  | Campo a través por relevos |